# Bridge Ndilu
Bridge Ndilu (Le Mans, 21 de julio de 2000) es un futbolista francés que juega de delantero en el F. C. Swift Hesperange de la División Nacional de Luxemburgo.

## Trayectoria
Ndilu comenzó su carrera deportiva en el Stade Lavallois, club en el que jugó entre 2017 y 2019, fichando en ese año por el F. C. Nantes.
Debutó como profesional en la Copa de Francia el 4 de enero de 2020.

## Selección nacional
Ndilu fue internacional sub-18 y sub-19 con la selección de fútbol de Francia.
Con la selección sub-19 disputó el Campeonato Europeo de la UEFA Sub-19 2018.

## Clubes
| Club                    | País       | Año       |
| ----------------------- | ---------- | --------- |
| Stade Lavallois II      | Francia    | 2017      |
| Stade Lavallois         | Francia    | 2018-2019 |
| F. C. Nantes            | Francia    | 2019-2023 |
| U. S. Quevilly (cedido) | Francia    | 2021-2022 |
| S. O. Cholet (cedido)   | Francia    | 2022-2023 |
| F. C. Swift Hesperange  | Luxemburgo | 2023-     |